# Franken Challenge
Il Franken Challenge, noto in precedenza come Schickedanz Open, è stato un torneo professionistico di tennis giocato sulla terra rossa, che faceva parte dell'ATP Challenger Tour. Si è giocato annualmente a Fürth in Germania, dal 1979 al 2016 (come evento riservato al club dal 1979 al 1985, come Futures nel 1986, come Challenger dal 1987).
Con due titoli a testa il primato nel singolare appartiene a tre, João Sousa, Peter Luczak e Christian Ruud, mentre con tre trofei il record nel doppio è di Rameez Junaid.

## Albo d'oro

### Singolare
| Anno | Campione               | Finalista             | Punteggio       |
| ---- | ---------------------- | --------------------- | --------------- |
| 2016 | Radu Albot             | Jan-Lennard Struff    | 6–3, 6–4        |
| 2015 | Tarō Daniel            | Albert Montañés       | 6–3, 6–0        |
| 2014 | Tobias Kamke           | Íñigo Cervantes       | 6–3, 6–2        |
| 2013 | João Sousa (2)         | Wayne Odesnik         | 3–6, 6–3, 6–4   |
| 2012 | Blaž Kavčič            | Serhij Stachovs'kyj   | 6–3, 2–6, 6–2   |
| 2011 | João Sousa (1)         | Jan-Lennard Struff    | 6–2, 0–6, 6–2   |
| 2010 | Robin Haase            | Tobias Kamke          | 6–4, 6–2        |
| 2009 | Peter Luczak (2)       | Juan Pablo Brzezicki  | 6–2, 6–0        |
| 2008 | Daniel Köllerer        | Santiago Giraldo      | 6–1, 6–3        |
| 2007 | Peter Luczak (1)       | Fabio Fognini         | 4–6, 6–2, 6–2   |
| 2006 | Florian Mayer          | Torsten Popp          | 6–3, 6–1        |
| 2005 | Albert Portas          | Philipp Kohlschreiber | 7–6(5), 6–2     |
| 2004 | Jiří Vaněk             | Gilles Simon          | 7–5, 6–2        |
| 2003 | Jan Frode Andersen     | Óscar Hernández       | 2–6, 6–2, 6–2   |
| 2002 | Luis Horna             | Jürgen Melzer         | 6–4, 6–2        |
| 2001 | Germán Puentes Alcañiz | Kristian Pless        | 6–4, 6–3        |
| 2000 | Irakli Labadze         | Daniel Elsner         | 6–4, 6–4        |
| 1999 | Ronald Agénor          | Tomáš Zíb             | 6–2, 7–6        |
| 1998 | Christian Ruud (2)     | Jan Frode Andersen    | 6–4, 7–5        |
| 1997 | Davide Sanguinetti     | Tomas Nydahl          | 6–4, 6–2        |
| 1996 | Hicham Arazi           | Andrej Česnokov       | 3–6, 6–2, 6–2   |
| 1995 | Christian Ruud (1)     | Magnus Gustafsson     | 7–6, 6–4        |
| 1994 | Kris Goossens          | Dirk Dier             | 6–7, 6–3, 6–2   |
| 1993 | Mikael Pernfors        | Bart Wuyts            | 6–4, 1–6, 6–3   |
| 1992 | Martin Střelba         | Raúl Viver            | 6–1, 6–2        |
| 1991 | Marcos Górriz          | Dmitrij Poljakov      | 6–2, 3–0 ritiro |
| 1990 | Jeff Tarango           | Felipe Rivera         | 6–0, 6–0        |
| 1989 | Dmitrij Poljakov       | Federico Mordegan     | 6–2, 6–1        |
| 1988 | Hans-Dieter Beutel     | Richard Vogel         | 1–6, 6–3, 6–4   |
| 1987 | Patrick Baur           | Edoardo Mazza         | 6–3, 7–5        |

### Doppio
| Anno | Campioni                                     | Finalisti                                      | Punteggio            |
| ---- | -------------------------------------------- | ---------------------------------------------- | -------------------- |
| 2016 | Facundo Argüello Roberto Maytín              | Andrej Martin Tristan-Samuel Weissborn         | 6–3, 6–4             |
| 2015 | Guillermo Durán Horacio Zeballos             | Íñigo Cervantes Renzo Olivo                    | 6–1, 6–3             |
| 2014 | Gerard Granollers Pujol Jordi Samper Montaña | Adrián Menéndez Maceiras Rubén Ramírez Hidalgo | 7–6(1), 6–2          |
| 2013 | Colin Ebelthite Rameez Junaid (3)            | Christian Harrison Michael Venus               | 6–4, 7–5             |
| 2012 | Arnau Brugués-Davi João Sousa                | Rameez Junaid Purav Raja                       | 7–5, 6(4)–7, [11–9]  |
| 2011 | Rameez Junaid (2) Frank Moser                | Jorge Aguilar Júlio César Campozano            | 6–2, 6(2)–7, [10–6]  |
| 2010 | Dustin Brown Rameez Junaid (1)               | Martin Emmrich Joseph Sirianni                 | 6–3, 6–1             |
| 2009 | Rubén Ramírez Hidalgo Santiago Bertomeu      | Simon Greul Alessandro Motti                   | 4–6, 6–1, 10–6       |
| 2008 | Philipp Marx Alexander Peya                  | Daniel Köllerer Frank Moser                    | 6–3, 6–3             |
| 2007 | Bruno Echagaray André Ghem                   | Fabio Fognini Frederico Gil                    | 7–6(1), 4–6, [13–11] |
| 2006 | Vasilīs Mazarakīs Felipe Parada              | Philipp Marx Torsten Popp                      | 6–3, 6–2             |
| 2005 | Amir Hadad Harel Levy                        | Jan Frode Andersen Johan Landsberg             | 6–1, 6–2             |
| 2004 | Adrián García Janko Tipsarević               | Simon Aspelin Graydon Oliver                   | 6–4, 6–4             |
| 2003 | Denis Gremelmayr Simon Greul                 | Tomas Behrend Karsten Braasch                  | 6–3, 1–6, 7–6(5)     |
| 2002 | Salvador Navarro Gabriel Trujillo Soler      | Vadim Kucenko Oleg Ogorodov                    | 6–2, 6–4             |
| 2001 | Hugo Armando Andrej Stoljarov                | Vadim Kucenko Oleg Ogorodov                    | 6–0, 6–0             |
| 2000 | Eduardo Nicolás Germán Puentes-Alcañiz       | Devin Bowen Brandon Coupe                      | 6–4, 6–2             |
| 1999 | Nebojša Đorđević Marcos Ondruska             | Diego del Río Martín Rodríguez                 | 4–6, 6–3, 6–4        |
| 1998 | Álex López Morón Albert Portas               | Juan Ignacio Carrasco Martín Rodríguez         | 6–4, 6–4             |
| 1997 | Brandon Coupe Paul Rosner                    | Martin Sinner Joost Winnink                    | 7–5, 6–3             |
| 1996 | Joshua Eagle Tom Kempers                     | Aleksandar Kitinov Gábor Köves                 | 6–4, 6–7, 6–4        |
| 1995 | Andrew Kratzmann Brent Larkham               | Ken Flach Kent Kinnear                         | 6–4, 6–7, 7–6        |
| 1994 | Vojtěch Flégl Andrew Florent                 | Gastón Etlis Christian Miniussi                | 7–6, 6–1             |
| 1993 | Nils Holm Lars-Anders Wahlgren               | Ģirts Dzelde Vladimir Gabričidze               | walkover             |
| 1992 | Rudiger Haas Udo Riglewski                   | Brian Joelson Bertrand Madsen                  | 6–1, 6–3             |
| 1991 | Marcos Górriz Maurice Ruah                   | Jamie Morgan Sandon Stolle                     | 6–2, 6–4             |
| 1990 | Peter Ballauff Ricki Osterthun               | Marcos Górriz Andrej Ol'chovskij               | 7–6, 4–6, 6–3        |
| 1989 | Vladimir Gabričidze Dmitrij Poljakov         | Cristiano Caratti Federico Mordegan            | 6–4, 6–7, 6–4        |
| 1988 | Michael Stich Martin Sinner                  | Wojciech Kowalski Adrian Marcu                 | 4–6, 6–3, 7–6        |
| 1987 | Nick Fulwood Cyril Suk                       | Axel Hornung Karsten Saniter                   | 4–6, 6–3, 6–2        |